# 静岡県のその他温泉一覧
静岡県のその他温泉一覧（しずおかけんのそのたおんせんいちらん）は、静岡県にある温泉街を伴わずに散発的かつ新たに開発されたいわゆる「新興温泉」の一覧である。

## 概要
伊豆半島等の著名温泉地とは異なり、主に平成以降ボーリング技術の発達に伴い地下1000m以上の深度まで採掘が可能になったことにより湧出する温泉である。
地域振興も兼ねた自治体等による日帰り入浴施設等が数多く設置されているほか、旅館、健康ランド、観光ホテル、ビジネスホテル等、様々な形態で提供されている。
尚、伊豆地区以外で40℃以上の温泉が湧出している地域は焼津温泉と寸又峡温泉を除くと、令和2年の統計データでは3井しか存在しない。浜松市の舘山寺温泉、静岡市内の温泉は掘削時には40℃以上の温泉が湧出したものの、そのほとんどが供給開始跡5年以降で25℃以下の温泉法適用外化、もしくは塩化物令鉱泉となっているのが現状である。これは火山や地殻変動の影響が少ない地域で起きており、全国の新興温泉で起きている事象である。
海洋プレートが大陸プレートに沈み込むことで伴う海水が陸地の地下に高温高圧で存在しており、このために1500m程掘削することで温泉を得ることが出来るが、水風船にストローを刺している様な状態であるため即枯渇するのが一般的である。活火山周辺や断層帯以外では流入する高圧高温の海水流入量が非常に少なく、流入量に対し遥かに多い量の温泉を汲み上げるためである。一度温度が低下すると大規模地殻変動が起きなければ泉温上昇は見込めないのが実態である。
泉温が低い理由で加温して供給が主である。

## 温泉一覧・泉質
伊豆地域の温泉と比べると全体的に泉温が低く、中西部では焼津温泉、寸又峡温泉、梅ヶ島温泉を除いて9割以上が令鉱泉である。また掘削成功時は温泉法の基準を満たしていたものの、泉温低下により温泉法適用外となったものが多々ある。

### 三島市街地の温泉
三島市では古くから富士山の伏流水により温泉が湧出しなかったが、大深度採掘により2件の日帰り入浴施設、1件のビジネスホテルが温泉の供給をしている。
また三島市東部に位置した鉄分を含んだ茶褐色の令鉱泉の竹倉温泉がある。令鉱泉であるものの成分により温泉を名乗ることが出来る規定泉。三島市の奥座敷として旅館が3件あったが、2020年現在1件のみの営業。
| 源泉名                                | 泉温  | 湧出量    | 泉質                                | 深度  | 所在地                       | 備考                           |
| ------------------------------------- | ----- | --------- | ----------------------------------- | ----- | ---------------------------- | ------------------------------ |
| 三島1号泉（湯の郷三島温泉）           | 29.5℃ | 毎分108L  | アルカリ性単純温泉                  | 1200m |                              | 「湯の郷三島温泉」自家源泉。   |
| 三島2号泉（三島東海病院温泉）         | 30.5℃ | 毎分50.0L | アルカリ性単純温泉                  | 1250m | 三島市川原ヶ谷264-12         | 初掘削時40.5℃であった。        |
| 三島3号泉（極楽湯三島温泉）           | 46.8℃ | 毎分280L  | アルカリ性単純温泉                  | 1300m | 三島市三好町４−２３          | 「極楽湯三島」自家源泉。       |
| 三島4号泉（富嶽温泉）                 | 30.3℃ | 毎分4.4L  | ナトリウム - 塩化物・硫酸塩温泉     |       | 三島市大宮町３丁目１８−３３  | 「ドーミーイン三島」自家源泉。 |
| 三島・竹倉4号泉（みなくち荘1号）      | 15.6℃ | 毎分5.0L  | 鉄Ⅱイオンにより温泉法を満たす令鉱泉 | 5m    | 三島市竹倉21（敷地内西側）   | 「みなくち荘」自家源泉。       |
| 三島・竹倉5号泉（みなくち荘2号）      | 15.6℃ | 毎分5.0L  | 鉄Ⅱイオンにより温泉法を満たす令鉱泉 | 5m    | 三島市竹倉21（敷地内西側）   | 「みなくち荘」自家源泉。       |
| 三島・竹倉6号泉（伯日荘1号）※廃業廃止 | ℃     | 毎分0.0L  | 鉄Ⅱイオンにより温泉法を満たす令鉱泉 | 5m    | 三島市竹倉13（敷地内南東側） | 「伯日荘（廃業）」自家源泉。   |

### 沼津市
沼津市では昭和44年年に「翠泉閣」が鉱泉採掘に成功したほかは大深度採掘により三津・内浦周辺の旅館向けの供給、ほか3件の日帰り入浴施設が温泉の供給をしている。
| 源泉名                                        | 泉温  | 湧出量    | 泉質                                            | 深度  | 所在地                  | 備考                                                                                 |
| --------------------------------------------- | ----- | --------- | ----------------------------------------------- | ----- | ----------------------- | ------------------------------------------------------------------------------------ |
| 沼津・香貫1号泉（月の湯1号温泉）※温泉法適用外 | 14.0℃ | 毎分20.0L | 令鉱泉                                          | 200m  | 下香貫林ノ下２０３１−５ | 「翠泉閣」自家源泉。                                                                 |
| 沼津・香貫2号泉（月の湯2号温泉）※温泉法適用外 | 12.0℃ | 毎分20.0L | 令鉱泉                                          | 250m  | 下香貫林ノ下２０３１−５ | 「翠泉閣」自家源泉。                                                                 |
| 沼津・香貫3号泉（月の湯3号温泉）              | 10.9℃ | 毎分48.0L | 含鉄(Ⅱ)-カルシウム・マグネシウム - 硫酸塩冷鉱泉 | 330m  | 下香貫林ノ下２０３１−５ | 茶褐色。「翠泉閣」自家源泉。                                                         |
| 沼津・岡宮1号泉（坂口屋・駿河の湯）           | 49.8℃ | 毎分48.0L | ナトリウム・カルシウム - 塩化物温泉             | 1330m | 岡宮１２６５−３         | 「坂口屋」自家源泉。                                                                 |
| 沼津・原1号泉（原温泉）※廃業廃止              | ℃     | 毎分0.0L  | ナトリウム - 塩化物強塩温泉                     | 1005m |                         | 「原温泉（廃業）」自家源泉。                                                         |
| 沼津・原2号泉（沼津温泉・沼津の湯）※休止中    | 28.4℃ | 毎分106L  | ナトリウム - 塩化物強塩温泉                     | 1500m | 原町中２丁目１４−８     | 茶褐色。「ジョイランドざぶーん」自家源泉。掘削当初は46℃であった。令和4年度より休止。 |
| 沼津・大瀬1号泉（大瀬温泉）                   | 21.8℃ | 毎分111L  | ナトリウム・カルシウム - 塩化物令温泉           | m     |                         | 大瀬地区のホテル、旅館に配給。                                                       |
| 沼津・内浦1号泉（三津1号温泉）                | 37.0℃ | 毎分64.7L | アルカリ性単純温泉                              | 800m  |                         | 三津地区向け旅館、ホテルに供給。                                                     |
| 沼津・宮本1号泉（愛鷹の湯）※廃業休止          | 38.4℃ | 毎分45.5L | カルシウム・ナトリウム・塩化物温泉              | 1000m |                         | 「ウエルサンピア沼津（廃業）」自家源泉。                                             |

### 御殿場市
御殿場市においては、温泉会館開設にあたり昭和47年、昭和53年続けて井戸を採掘したのが始まりである。掘削当初は40℃以上の高温泉が湧出したが、井戸の断面が劣化により地下水が多く侵入するため温泉適用外となり、新たな井戸を採掘せざるを得ない状態となっている。
| 源泉名                                  | 泉温  | 湧出量     | 泉質                               | 深度  | 所在地                     | 備考                                                     |
| --------------------------------------- | ----- | ---------- | ---------------------------------- | ----- | -------------------------- | -------------------------------------------------------- |
| 御殿場1号泉（乙女1号泉）※温泉法適用外   | 17.6℃ | 毎分35.0L  | 令鉱泉                             | 1360m | 35°17'30.6"N 138°58'31.5"E | 御殿場市営温泉。平成20年度に温度が低下し令鉱泉となった。 |
| 御殿場2号泉（乙女2号泉）※温泉法適用外   | 20.2℃ | 毎分35.0L  | 令鉱泉                             | 1300m | 御殿場市深沢２６９６−２    | 御殿場市営温泉。平成26年度に温度が低下し令鉱泉となった。 |
| 御殿場3号泉（神山時之栖１号）           | 28.5℃ | 毎分40.0L  | アルカリ性単純温泉                 | 1500m |                            |                                                          |
| 御殿場4号泉（乙女3号泉）                | 53.1℃ | 毎分65.0L  | アルカリ性単純温泉                 | 1500m | 35°17'22.4"N 138°58'17.6"E | 御殿場市営温泉。                                         |
| 御殿場5号泉（御胎内温泉富士山金明の湯） | 34.0℃ | 毎分95.0L  | アルカリ性単純温泉                 | 1500m | 御殿場市印野１３８０－２５ | 「御胎内温泉健康センター」自家源泉。                     |
| 御殿場6号泉（神山時之栖２号）           | 33.0℃ | 毎分81.0L  | カルシウム・ナトリウム・塩化物温泉 | 1500m |                            |                                                          |
| 御殿場7号泉（遊彩の樹温泉）             | 24.0℃ | 毎分100.0L | 令鉱泉                             | 1500m |                            | 「遊彩の樹」自家源泉。                                   |
| 御殿場8号泉（乙女4号泉）                | ℃     | 毎分L      |                                    | m     |                            |                                                          |
| 御殿場9号泉（マースウッド御殿場温泉）   | 28.7℃ | 毎分100L   | アルカリ性単純温泉                 | 1500m |                            | 「マースウッド御殿場」自家源泉。                         |

### 裾野市
裾野市においても三島市同様に伏流水により温泉が湧出しにくい地域であったが、自治体が設営する日帰り入浴施設が温泉供給をしている。
| 源泉名                    | 泉温  | 湧出量   | 泉質                               | 深度  | 所在地           | 備考                             |
| ------------------------- | ----- | -------- | ---------------------------------- | ----- | ---------------- | -------------------------------- |
| 裾野3号泉（裾野美人の湯） | 40.4℃ | 毎分337L | カルシウム・ナトリウム・塩化物温泉 | 1400m | 裾野市須山2800-1 | 「ヘルシーパーク裾野」自家源泉。 |

### 富士宮市
富士宮市においては瓜島に2件の自然湧出令鉱泉を供給する旅館があるほかは、富士山の伏流水により温泉が湧出しにくい地域であるため近年まで開発されなかった、俗に言う不毛地帯である。一部の施設では掘削成功後は温泉として供給したが、成分が単純泉であり泉温低下で温泉適用外となった施設もある。
| 源泉名                                   | 泉温  | 湧出量    | 泉質                                      | 深度     | 所在地   | 備考                                               |
| ---------------------------------------- | ----- | --------- | ----------------------------------------- | -------- | -------- | -------------------------------------------------- |
| 富士宮・瓜島1号泉                        | 16.5℃ | 毎分8.0L  | メタケイ酸が基準を満たす令鉱泉            | 自然湧出 |          | 「瓜島温泉旅館翠紅苑さくら」自家源泉。             |
| 富士宮・瓜島2号泉                        | 16.0℃ | 毎分11.0L | 単純硫黄令鉱泉                            | 自然湧出 | 自然湧出 | 「旅館芝川苑」自家源泉。                           |
| 富士宮・瓜島3号泉                        | 15.8℃ | 毎分25.0L | メタケイ酸が基準を満たす令鉱泉            | 50m      |          | 「瓜島温泉旅館翠紅苑さくら」自家源泉。             |
| 富士宮・朝霧1号泉（富士山恵みの湯）      | ℃     | 毎分 L    | アルカリ性単純温泉                        | 1200m    |          | 「休暇村富士」自家源泉。平成28年頃より温泉適用外。 |
| 富士宮・村山1号泉（風の湯）※温泉法適用外 | ℃     | 毎分 L    | 令鉱泉                                    | m        |          | 「風の湯」自家源泉。                               |
| 富士宮・稲子1号泉（飛図温泉）※廃業廃止   | ℃     | 毎分 L    | 令鉱泉                                    | m        |          | 「飛図温泉旅館」自家源泉。                         |
| 富士宮・稲子2号泉（稲子川温泉）          | 26.7℃ | 毎分337L  | カルシウム・ナトリウム-塩化物温泉         | m        |          | 「ユー・トリオ」自家源泉。                         |
| 富士宮3号泉（富嶽温泉）                  | 27.8℃ | 毎分228L  | カルシウム・ナトリウム-硫酸塩・塩化物温泉 | 1450m    |          | 「富嶽温泉花の湯」自家源泉。                       |

### 静岡市
静岡市においては山間部は梅ヶ島温泉の様な単純硫黄泉、市街地以南は塩化物泉が主となっているが、共に令鉱泉がほとんどである。掘削時は温泉であっても、5年後に泉温が低下し令鉱泉となった個所も多い。伊佐布地区では新東名高速道路の橋桁建設中に単純硫黄温泉が湧出したため温浴施設建設計画があったが立ち消えとなった。
梅ヶ島温泉と湯山温泉は各ページを参照。
| 源泉名                                     | 泉温  | 湧出量    | 泉質                                         | 深度     | 所在地                                     | 備考                                                                            |
| ------------------------------------------ | ----- | --------- | -------------------------------------------- | -------- | ------------------------------------------ | ------------------------------------------------------------------------------- |
| 清水・興津1号泉（駿河太古の湯）            | 16.4℃ | 毎分530L  | マグネシウム・ナトリウム-塩化物冷鉱泉        | 1500m    | 清水区興津字小松原                         | 「駿河健康ランド」自家源泉。                                                    |
| 清水・三保1号泉（天母の湯）※廃業休止       | 18.0℃ | 毎分135L  | ナトリウム-塩化物強塩冷鉱泉                  | 1000m    |                                            | 「三保園ホテル」（廃業）自家源泉。2006年湧出当初は26.5℃であって含銅泉であった。 |
| 清水・西里1号泉（伏木の湯）※枯渇廃止       | ℃     | 毎分0.0L  | ナトリウム・カルシウム-塩化物温泉（枯渇前）  | m        | 清水区西里727-2                            | 「旅館伏木荘」自家源泉。                                                        |
| 清水・西里2号泉（新・やませみの湯）        | 27.6℃ | 毎分110L  | ナトリウム・カルシウム-塩化物温泉            | m        | 清水区西里1149（やませみの湯駐車場敷地内） | 「清水西里浴場」自家源泉。微混濁。湧出当初は含銅泉であった。                    |
| 清水・吉原1号泉（かつらの湯）※温泉法適用外 | ℃     | 毎分0L    | 含放射能泉                                   | m        |                                            | 「吉原温泉かつら館」自家源泉。平成初期に温泉法適用外化。                        |
| 清水・伊佐布1号泉（八木温泉）※廃業廃止     | ℃     | 毎分L     |                                              | 15m      | 清水区小河内466-22                         | 「民宿八木温泉」（廃業）自家源泉。                                              |
| 清水・伊佐布2号泉（伊佐布温泉）※不利用     | 35.0℃ | 毎分80.0L | カルシウム・ナトリウム-塩化物温泉            | m        | 清水区伊佐布1481-2                         | 採掘自噴泉。                                                                    |
| 清水・河内1号泉（八幡温泉）※不利用         | 14.5℃ | 毎分30.0L | 単純硫黄令鉱泉                               | 自然湧出 | 清水区河内415-2                            | 「八幡温泉老人センター」自家源泉。現在は水道水を利用し不利用。                  |
| 清水・草薙1号泉（あおいの湯）              | 20.0℃ | 毎分64.3L | ナトリウム・カルシウム-塩化物令鉱泉          | 1500m    | 清水区草薙1865 2                           | 「草薙温泉」自家源泉。                                                          |
| 静岡・曲金1号泉（天神の湯）                | 24.0℃ | 毎分116L  | カルシウム・ナトリウム-塩化物令鉱泉          | 1500m    | 駿河区曲金５丁目５−１                      | 「駿府天然温泉 天神の湯」自家源泉。掘削当初は31.4℃であった。                    |
| 静岡・古宿1号泉（天下泰平の湯）            | 17.8℃ | 毎分158L  | ナトリウム・カルシウム-塩化物令鉱泉          | 1500m    | 駿河区古宿２５３                           | 「リバティーリゾート」自家源泉。                                                |
| 静岡・用宗1号泉（用宗温泉）                | 21.4℃ | 毎分18.7L | カルシウム・ナトリウム-塩化物令鉱泉          | 1000m    | 駿河区用宗２丁目１８−１                    | 「用宗みなと温泉」自家源泉。掘削当初は26.7℃であったが2年で令鉱泉化。            |
| 静岡・長沼2号泉（柚木の湯）                | 32.6℃ | 毎分160L  | 含鉄（II）-カルシウム・ナトリウム-塩化物温泉 | 1500m    | 葵区東静岡１丁目１−５７                    | 「東静岡天然温泉 柚木の郷」自家源泉。                                           |
| 静岡・籠上1号泉（美肌湯第2号泉）           | 40.9℃ | 毎分126L  | アルカリ性単純温泉                           | 1500m    | 葵区籠上１５−１５                          | 「おふろcafe bijinyu」自家源泉。                                                |
| 静岡・常盤町1号泉（静岡まちなか温泉）      | ℃     | 毎分13.0L | ナトリウム・カルシウム-塩化物令鉱泉          | 1500m    | 葵区常磐町2丁目1-1)                        | 「ホテルオーレイン」自家源泉。                                                  |
| 静岡・南沼上1号泉（ゆららの湯）            | 20.8℃ | 毎分17.8L | 単純硫黄令鉱泉                               | 300m     | 南沼上1379-1                               | 「ふれあい健康増進館ゆらら」自家源泉。                                          |
| 静岡・平山1号泉（御殿乳母の湯）            | 16.0℃ | 毎分6.4L  | 単純硫黄令鉱泉                               | 5m       | 葵区平山１３６−２                          | 「平山温泉 龍泉荘」自家源泉。採掘自噴泉。                                       |
| 静岡・麻機1号泉（麻機温泉）※枯渇廃止       | 14.0℃ | 毎分0.0L  | 単純硫黄令鉱泉                               | 22m      | 葵区北1461                                 | 「麻機温泉」自家源泉。採掘自噴泉。                                              |
| 静岡・麻機2号泉（新・滝ノ谷温泉）          | 11.3℃ | 毎分1.3L  | 単純硫黄令鉱泉                               | 67m      | 葵区北1240                                 | 「滝ノ谷温泉センター」自家源泉。採掘自噴泉。                                    |
| 静岡・蕨野1号泉（わらびの温泉）※廃業廃止   | 13.5℃ | 毎分1.0L  | 単純硫黄令鉱泉                               | 5m       | 葵区蕨野１６９−１                          | 「民宿わらびの温泉」（廃業）自家源泉。採掘自噴泉。                              |
| 静岡・大川3号泉（湯ノ島温泉）              | 25.6℃ | 毎分75.6L | ナトリウム-炭酸水素塩温泉                    | m        |                                            | 「静岡市営湯ノ島温泉浴場」自家源泉。                                            |
| 静岡・口坂本1号泉（口坂本温泉）※枯渇廃止   | ℃     | 毎分0.0L  | ナトリウム-炭酸水素塩温泉                    | m        | 葵区口坂本454                              | 「口坂本元湯館」自家源泉。「静岡市営口坂本温泉浴場」等で使用。                  |
| 静岡・口坂本2号泉（口坂本温泉）            | 37.5℃ | 毎分36.0L | ナトリウム-炭酸水素塩温泉                    | m        | 葵区口坂本454                              | 「口坂本元湯館」自家源泉。「静岡市営口坂本温泉浴場」等で使用。                  |
| 静岡・西ヶ谷1号泉（カブラヲ温泉）          | 33.0℃ | 毎分110L  | 単純硫黄温泉                                 | 440m     | 35.002534, 138.353745(小長井産業敷地内)    | ローリー輸送のうえ「おふろcafe bijinyu」で使用。                                |
| 静岡・西ヶ谷2号泉（西ヶ谷温泉）            | 25.1℃ | 毎分330L  | 含硫黄・ナトリウム-塩化物温泉                | 300m     | 35.014522, 138.350371                      | 「しずもーる西ケ谷」自家源泉。                                                  |
| 静岡・足久保1号泉（権現の湯）※廃業廃止     | ℃     | 毎分0L    | 単純硫黄令鉱泉                               | 20m      | 葵区足久保奥組759-2                        | 「湯権現」（廃業）自家源泉。                                                    |

### 藤枝市
藤枝市においては令鉱泉の志太温泉があるが、近年藤枝市営の浴場が瀬戸ノ谷に開設されたが温度低下が顕著であり、平成14年33℃、平成28年頃に25℃を下回り、令和4年現在は22.5℃となっている。
| 源泉名                              | 泉温  | 湧出量    | 泉質                           | 深度  | 所在地                   | 備考                             |
| ----------------------------------- | ----- | --------- | ------------------------------ | ----- | ------------------------ | -------------------------------- |
| 藤枝・瀬戸ノ谷1号泉（瀬戸ノ谷温泉） | 22.5℃ | 毎分23.0L | 炭酸水素塩が基準を満たす令鉱泉 | 1450m | 藤枝市本郷字麻畑5437番地 | 「瀬戸ノ谷温泉ゆらく」自家源泉。 |

### 島田市
島田市においては自治体が運営する日帰り入浴施設が2件あり、川根温泉ふれあいの泉、「伊太和里の湯」がある。なかでも川根温泉の井戸（笹間渡1号井）は、伊豆を含めても1井あたりの湯量は静岡県内1位を誇るとともに、泉温も安定している。
| 源泉名                         | 泉温  | 湧出量    | 泉質                               | 深度  | 所在地                  | 備考                                                                                     |
| ------------------------------ | ----- | --------- | ---------------------------------- | ----- | ----------------------- | ---------------------------------------------------------------------------------------- |
| 島田2号泉（五和温泉）※廃業休止 | 25.1℃ | 毎分11.4L | ナトリウム－塩化物・炭酸水素塩温泉 | 10m   | 島田市牛尾１４５９      | 「五和温泉（廃業）」自家源泉。                                                           |
| 島田4号泉（田代の郷温泉）      | 38.6℃ | 毎分70.7L | ナトリウム－塩化物・炭酸水素塩温泉 | m     |                         | 「伊太和里の湯」自家源泉。平成18年44℃、平成28年40.2℃、令和3年38.6℃と低下している。       |
| 笹間渡1号泉（茶里夢の湯）      | 48.7℃ | 毎分730L  | ナトリウム-塩化物温泉              | 1400m | 島田市川根町笹間渡196-1 | 「川根温泉ふれあいの泉」「川根温泉ホテル」自家源泉。微黄色混濁、ガス発生を伴う。自噴泉。 |

### 牧之原市
牧之原市においては温泉井は1井であり、唯一の自治体運営の日帰り入浴施設さがら子生まれ温泉会館が利用している。温度低下が顕著であり、平成17年37.6℃、平成27年頃に32℃、令和4年現在は26.7℃となっている。この地域では相良油田が存在していたこともあり、温泉水に伴いガス発生や有機物臭がするのが特徴。
| 源泉名                    | 泉温  | 湧出量    | 泉質                  | 深度  | 所在地 | 備考                                                       |
| ------------------------- | ----- | --------- | --------------------- | ----- | ------ | ---------------------------------------------------------- |
| 相良1号泉（子生まれの湯） | 26.7℃ | 毎分48.6L | ナトリウム-塩化物温泉 | 1250m |        | 「さがら子生まれ温泉会館」自家源泉。緑淡色、ガス臭を伴う。 |

### 掛川市
掛川市においては掛川駅至近のビジネスホテル、ほか旧・大東町の日帰り温泉施設がある。北部には倉見温泉、法泉寺温泉の令鉱泉が湧出する。掛川市から浜松市までの遠州地区はモール泉の湧出地域として有名であり、茶色や黒褐色のモール泉が多く見られる。ただしほとんどが令鉱泉や低温泉である。
| 源泉名                      | 泉温  | 湧出量     | 泉質                        | 深度     | 所在地                 | 備考                                               |
| --------------------------- | ----- | ---------- | --------------------------- | -------- | ---------------------- | -------------------------------------------------- |
| 倉見3号泉（落合湯）         | 16.8℃ | 測定不可   | 単純硫黄令鉱泉              | 自然湧出 |                        | 「落合荘」自家源泉。                               |
| 倉見4号泉（真砂湯）         | 17.5℃ | 測定不可   | 単純硫黄令鉱泉              | 自然湧出 |                        | 「真砂館」自家源泉。                               |
| 倉見5号泉（倉見赤石1号湯）  | 18.0℃ | 毎分5.5L   | 単純硫黄令鉱泉              | 700m     |                        | 「倉見赤石温泉」自家源泉。                         |
| 法泉寺1号泉（法泉寺1号湯）  | 19.4℃ | 毎分11.0L  | 単純硫黄令鉱泉              | 自然湧出 |                        | 「法泉寺温泉旅館」自家源泉。                       |
| 法泉寺2号泉（法泉寺2号湯）  | 18.6℃ | 毎分9.0L   | 単純硫黄令鉱泉              | 自然湧出 |                        | 「法泉寺温泉旅館」自家源泉。                       |
| 法泉寺3号泉（法泉寺3号湯）  | 24.0℃ | 毎分20.0L  | 単純硫黄令鉱泉              | 5m       |                        | 「法泉寺温泉旅館」自家源泉。                       |
| 掛川1号泉（ならここの湯）   | 39.7℃ | 毎分117.0L | ナトリウム-塩化物温泉       |          | 掛川市居尻１７９       | 「ならここの湯」自家源泉。淡黄色モール泉。         |
| 掛川2号泉（茶月の湯）       | 18.1℃ | 毎分8.7L   | ナトリウム-炭酸水素塩令鉱泉 |          | 掛川市仁藤町３－１２   | 「ドーミーイン掛川」自家源泉。茶色褐色モール泉。   |
| 掛川3号泉（満水つま恋温泉） | 33.2℃ | 毎分34.8L  | ナトリウム-塩化物温泉       |          |                        | 「つま恋リゾート」自家源泉。                       |
| 大東1号泉（大東温泉）       | 28.0℃ | 毎分63.7L  | ナトリウム-塩化物温泉       | 1500m    | 掛川市国安２８０８－２ | 「大東温泉シートピア」自家源泉。茶色褐色モール泉。 |

### 袋井市
袋井市においては唯一の民間運営の日帰り入浴施設和の湯が営業している。
| 源泉名                  | 泉温  | 湧出量    | 泉質                    | 深度 | 所在地 | 備考                               |
| ----------------------- | ----- | --------- | ----------------------- | ---- | ------ | ---------------------------------- |
| 浅羽1号泉（北山温泉）   | 25.1℃ | 毎分27.7L | ナトリウム-塩化物温泉   |      |        | 「和の湯」自家源泉。茶色モール泉。 |
| 浅羽2号泉（小笠山温泉） | 22.1℃ | 毎分20.6L | ナトリウム-塩化物令鉱泉 |      | 1500m  | 「和の湯」自家源泉。茶色モール泉。 |

### 磐田市
磐田市においては唯一の温泉井戸は民間運営の「磐田グランドホテル」が登録されており、他は虫生の単純硫黄令鉱泉が湧出しているが不利用となっている。
| 源泉名                           | 泉温  | 湧出量   | 泉質                  | 深度 | 所在地 | 備考                                                                                               |
| -------------------------------- | ----- | -------- | --------------------- | ---- | ------ | -------------------------------------------------------------------------------------------------- |
| 磐田1号泉（磐田天神の湯）        | 25.1℃ | 毎分123L | ナトリウム-塩化物温泉 |      |        | 「磐田グランドホテル」自家源泉。黒褐色モール泉。平成18年度38.7℃、平成28年度32.2℃、令和3年度25.1℃。 |
| 磐田虫生1号泉（虫生温泉）※不利用 | 15.4℃ | 自然湧出 | 単純硫黄令鉱泉        |      | 1m     | 川床にあるため利用不可。                                                                           |

### 温泉利用施設

#### 三島市
- ゆうだい温泉（旧・湯の郷三島温泉）
- 極楽湯三島店
- みなくち荘：500円

#### 沼津市
- ジョイランド原店ざぶーん
- 駿河の湯坂口屋

#### 御殿場市
- 御胎内温泉健康センター
- 御殿場市温泉会館
- 源泉 茶目湯殿
- 天然温泉 気楽坊

#### 裾野市
- ヘルシーパーク裾野

#### 富士宮市
- 富嶽温泉花の湯
- 稲子川温泉ユー・トリオ

#### 静岡市
- 駿河健康ランド
- 静岡市営清水西里温泉浴場
- 静岡市営湯ノ島温泉浴場
- 静岡市営口坂本温泉浴場
- 用宗みなと温泉
- あおい温泉 草薙の湯
- リバティーリゾート
- 東静岡天然温泉 柚木の郷
- おふろcafe bijinyu
- ふれあい健康増進館ゆらら
- 平山温泉 龍泉荘
- しずもーる西ケ谷
- 滝ノ谷温泉センター

#### 藤枝市
- 瀬戸ノ谷温泉ゆらく

#### 島田市
- 島田市営田代の郷温泉 伊太和里の湯
- 川根温泉ふれあいの泉

#### 掛川市
- 倉見赤石温泉：1000円
- ならここの湯
- つま恋リゾート

#### 袋井市
- 和の湯

#### 磐田市
- 磐田グランドホテル

## 閉館した施設
- ウエルサンピア沼津
  - 沼津市宮本８０−２７
  - 令和3年2月末で閉館。

- 駿府天然温泉 天神の湯
  - 葵区浅間町１丁目２９
  - 令和3年3月末で閉館。

- 三保園ホテル
  - 清水区三保2108
  - 令和2年3月末で閉館。